# Chimarra godagama
Chimarra godagama är en nattsländeart som beskrevs av Schmid 1958. Chimarra godagama ingår i släktet Chimarra och familjen stengömmenattsländor. Inga underarter finns listade i Catalogue of Life.